# Sølvsmed
En sølvsmed er en håndværker, som fremstiller smykker, bestik, korpusarbejder (dvs. bordsølv som skåle, tallerkener, fade o.l.) og kirkesølv i sølv.
Tidligere sondrede man ikke så nøje mellem betegnelsen ”guldsmed” og ”sølvsmed”, og udlærte sølvsmede har traditionelt tilhørt guldsmedelaugene. Der er flere sammenfald mellem uddannelserne og arbejdsmetoderne, men forskellen mellem de to fag synes at ligge i karakteren af og størrelsen på de genstande, som smeden producerer. Hvor en guldsmed beskæftiger sig med mindre genstande som smykker, arbejder sølvsmeden også med større brugsting. Begge arbejder i andre materialer end deres titel indikerer, dog arbejder sølvsmeden sjældent i guld.
Man uddanner sig til sølvsmed på Teknisk Skole, men den primære uddannelse foregår på lærepladsen. I Danmark er det i dag kun muligt at komme i lære som sølvsmed i Georg Jensens sølvsmedje på Frederiksberg. På Georg Jensens sølvsmedje findes korpussmede, ciselører og bestiksmede.

## Sølv og legeringer af sølv
Sølv (argentum, Ag) er et blødt og formbart materiale, som kan bearbejdes med en hammer og poleres til en spejlblank glans. Rent sølv har et smeltepunkt på 961,78 grader og en massefylde på 10,49 g/cm3 i fast form.
Da rent sølv er for blødt til at kunne anvendes til brugsgenstande, legeres det ofte med andre metaller for at opnå en større styrke. Smykker og sølvtøj fremstilles traditionelt af sterlingsølv, som består af 92,5 % rent sølv og 7,5 % andre metaller, almindeligvis kobber: Denne legering er hårdere end det rene sølv og smelter ved en lavere temperatur end både rent sølv og rent kobber.

## Stempler
Sølvstemplerne har forskellige funktioner, men var oprindeligt en garant for sølvets lødighed, dvs. en indikation af forholdet mellem sølvet og det metal, sølvet er legeret med. I Danmark indførte man den første standard i 1491, hvor det blev bestemt at en sølvlegering skulle indeholde 14 lod og en kvintin rent sølv for hver 16 lod legering, hvilket betød en sølvpromille på 891. I 1676 indførtes Guardeinmærkning, hvor Guardeinen mærkede med bystempel og guardeinstempel. Udover lødighedsmærker har man mærket med bymærker og mestermærker. I dag står ædelmetalkontrollen for at der stemples med både holdigheds- og navnestempel. Typisk indeholder produkter af sølv 925 ‰, og stemples med angivelsen 925 eller Sterling.

## Sølvsmedens arbejde
Sølvsmedens arbejde foregår på et sølvsmedje, hvor forskellige specialer samarbejder om at producere genstande i sølv. Til den gruppe arbejder, der sædvanligvis benævnes bordsølv, hører genstande knyttet til borddækning, eksempelvis: krus, bægre, kander til vin, kaffe, te og fløde, forskellige fade og skåle, strødåser, bestik, lysestager og kandelabre. En anden gruppe er dragtsølv, som dækker over spænder, balsambøsser, hovedvandsæg, snusdåser, tobaksdåser, sporer, stokkehåndtag osv. Derudover findes kirkesølvet, som i Danmark særligt var aktuelt inden Reformationen.
På Georg Jensens smedje sondrer man mellem de smede, der laver korpusarbejder (dvs. større genstande som skåle, fade, tallerkener osv.), de smede, der laver bestik, og ciseløren, som dekorerer genstandene efter korpusarbejdet er fuldført. Det kan tage mange måneder at fremstille et stykke sølvarbejde. Korpussmedens arbejder starter med at udskære og file sølvpladen, så hamre den til den form, den skal have, rette til og sammenlodde de forskellige dele. Dernæst sendes arbejdet videre til ciseløren og til polering.

### Sølvsmedeteknik
Det sølv, som smeden bearbejder, forhandles i plader og som runde, firkantede eller ottekantede stænger. Pladerne fås i forskellige tykkelser, som enten kan formes i en presse eller valses til de rette dimensioner, og siden bearbejdes med forskellige specialværktøjer, så den ønskede form opnås.
Når pladen har de rette dimensioner, klippes den i den ønskede størrelse og form. Den tilpassede sølvplade drives derefter op på en ambolt eller et spærhorn (en slank ambolt med to vandrette horn) afhængig af den pågældende opgave. Bearbejdningen med forskellige hamre er indbegrebet af sølvsmedearbejdet, og ofte vil dygtige smede kunne kende andre sølvsmedes arbejder på slagene. Hamre til sølvsmedning findes i et uendeligt antal variationer, da den enkelte smed ofte udvikler sit eget værktøj, eller værktøj udvikles til særlige designs.
Ved bearbejdningen bliver sølvet hårdt og usmidigt, således at det må udglødes. Man kan udgløde sølv ved at opvarme det til 760 grader, hvorved sølvet får en svag rosa farve, for derefter at køle det i vand. Denne metode er krævende, da sølvet nemt overophedes og derved bliver skørt og nemt sprækker ved videre forarbejdning. En anden metode er at varme sølvet op til 600 grader og derefter lade det køle i luften.

### Bestiksmed
Bestiksmeden producerer, som navnet indikerer, bestik efter mønstre, tegninger og skabeloner i messing. Knive udføres i flere dele, hvor skaftets to sider presses ud og sættes sammen omkring bladet. En stang går fra bladet og ned i hulrummet mellem skaftets to sider og ved overgangen lukkes der tæt med en lak. Ofte fyldes skaftet med en masse (tidligere sand) for at opnå den rette tyngde i genstanden.

### Ciselør
Ciseløren udfører de dekorationer, som pryder korpusarbejder og bestik – ofte i tæt samarbejde med sølvsmeden. Ved hjælp af slag med hammer og specialformede punsler overføres et mønster eller motiv fra tegning til metallets overflade. Ligesom ciselørhammeren findes i forskellige størrelser, findes punslerne i mange forskellige varianter, som tages i anvendelse alt efter opgave og det mønster, som skal overføres. Eksempler inkluderer trækpunsler, fladpunsler, vuggepunsler, matteringspunsler og skrådepunsler.
Centralt i ciselørernes arbejde er en plastisk masse, der kan fiksere den ting, man arbejder på. Ved den traditionelle metode fylder man genstanden med beg eller lægger genstanden op imod en kugle af beg. Det skal sikre at der ikke slås hul igennem det tynde metal, men samtidig give muligheder for at slå mønstre og fordybninger i materialet. På Georg Jensens værksted fandt man i 2003 et alternativ til det giftige beg. Med udgangspunkt i Japanske metoder, hvor man ikke bruger beg, men en harpikslignende masse til at fiksere emnet, udviklede man en ny opskrift baseret på harpiks, jute, sod og brændt ler.

### Overfladebehandling
Sølv kan bearbejdes, så det står helt blankt. I starten af det 20. århundrede blev det populært at lade hammerslagene stå i overfladen, hvilket giver en mat overflade med en særlig struktur. Metoden bliver i særlig grad anvendt af Georg Jensen, som kalder det ”måneskinsskæret”. Den mest almindelige procedure er at man først filer, smergler, sliber og polerer hele emnet for derefter at påføre emnet fine hammerslag med en oppoleret hammer, dette er for at fjerne evt. dybereliggende mærker efter bearbejdningen.
Til tider behandles ciseleringen med oxidering (også kaldet Niello), som får mønsteret til at træde tydeligere frem. Oxidering frembringes ved at påføre oxid med en pensel på udvalgte steder, som går i forbindelse med sølvet og frembringer den mørke belægning på overfladen. Leif Andersen foreslår en opskrift, der hedder 12 g svovllever og 5 g ammoniumkarbonat opløst i en halv liter vand.

### Håndværk og design
Det er først i midten af 1800-tallet at sølvsmedene begynder at samarbejde med formgivere og designere. Indtil da havde de fundet frem til sølvgenstandenes form i mønsterbøger, som fandtes i hollandske, tyske og franske udgaver. I løbet af 1800-tallet undergår sølvhåndværket i Danmark en stor udvikling, og flere kunstnere, designere og arkitekter begynder at tegne ting i sølv. Eksempler inkluderer Harald Slott-Møller, Thorvald Bindesbøll, og i starten af 1900-tallet Johan Rohde. Sigurd Schultz har beskrevet hvordan Rohde ikke selv kunne bearbejde sølv, men var henvist til at beskrive formen i tegninger, som han gav videre til sølvsmedene på smedjen. Derefter fulgte han udførelsen af den første model, gav sølvsmeden anvisninger og rettede i arbejdstegningen, hvis resultatet ikke faldt tilfredsstillende ud. Senere havde designer Henning Koppel en fast sølvsmed, som han samarbejdede med når hans designs skulle udføres. I dag bruger man computerteknologi til at simulere genstandens form.
I Georg Jensens arbejder fra starten af det 20. århundrede forenedes sølvsmedehåndværket med design. Georg Jensen var udlært sølvsmed og blev også uddannet fra Kunstakademiets billedhuggerskole i 1892, og han designede en mængde smykker og genstande i perioden skønvirkestil, som stadig er i produktion i dag. Kay Bojesen er et andet eksempel på en uddannet sølvsmed, hvis egne designs i sølv har haft stor betydning for eftertiden.

### Redskaber
Sølvsmedens redskaber inkluderer et stort antal specialudviklede hamre (eks. optrækshammer og planerhammer), såvel som tænger, file, passer, loddeværktøj, skydelære samt ambolten og spærhornet, som sølvet drives op imod. Ciseløren anvender desuden beg eller andet materiale til fiksering, hamre og en række specialfremstillede punsler.

## Sølvsmedens uddannelse
Indtil 1857 skulle man have udført sit mesterstykke og være optaget i guld- eller sølvsmedelauget for at få lov til at nedsætte sig som selvstændig sølvsmed. Forud for dette lå først fem års læringstid, efter hvilke man afleverede sit svendestykke og blev udlært svend. Med sit svendebrev kunne man søge arbejde på værksteder i hele Europa, og det var almindeligt at man drog på valsen nogle år, inden man søgte hjem mod Danmark. Systemet havde stor betydning for fagets udvikling, og mange nye erfaringer blev bragt hjem til Danmark ad denne vej. Hjemme i Danmark måtte man arbejde endnu nogle år som svend inden man kunne søge om at indlevere sit mesterstykke. Københavns Guldsmedelaug går helt tilbage til 1429. Siden kom der tilsvarende laug i andre store byer, men boede man i provinsen måtte man dengang sende sit mesterstykke til bedømmelse i København og siden Odense.
Med oprettelsen af det danske kunstakademi i 1754 og enevældens store byggeaktivitet, blev der ligeledes behov for dygtige håndværkere. For at sikre uddannelsens kvalitet, blev det pålagt Akademiet at forestå uddannelsen, samt at bedømme mesterstykket og senere, i 1814, også svendestykket. Med oprettelsen af Det Tekniske Institut i 1843 fik håndværkerne deres egen kunstneriske overbygning på uddannelsen, og forbindelsen til akademiet blev brudt. Med næringsfrihedens indførelse i 1857 faldt både Akademiets og laugenes betydning fra. Mange håndværkerlaug ophørte helt med at eksistere, men Københavns Guldsmedelaug findes endnu.
I dag udlæres guld- og sølvsmede fra Teknisk Skole, men størstedelen af uddannelsen foregår på lærepladsen. I Danmark er det kun muligt at blive udlært sølvsmed i Georg Jensens sølvsmedje på Frederiksberg. Sølvsmedjen har gennem tiden uddannet en række kendte smede og designere, blandt andet Kay Bojesen og Harald Nielsen.

## Sølvsmedekunst i Danmark
Fra middelalderen er der i Danmark primært bevaret kirkesølv, men i løbet af renæssancen undergik sølvsmedefaget stor udvikling og aftagerne af sølvvarer blev i højere grad konge og adel. Opdagelsen af Amerika førte i løbet af 1500-tallet til både øget velstand samt stor import af sølv fra kontinentets sølvminer. Fra denne periode kender man i dansk sammenhæng særligt til rigt ciselerede og graverede drikkekander, stobe, bægre og skeer. I løbet af 1600-tallet kom også porcelænet til Danmark, og trængte efterhånden sølvet lidt i baggrunden, selvom sølv vedblev med at være et vigtigt statussymbol, og ligeledes er det i dag.
I 1800-tallet udfordredes sølvsmedehåndværket af industrialiseringen, som sendte billige maskinfremstillede varer på markedet. En løsning på udfordringerne blev at optage de nye metoder udviklet i industrien, og kombinere dem med det traditionelle håndværk. Mange håndværkere anskaffede valser til at udvalse sølvet i tynde plader, samt presser til prægning af korpus og bestik. I løbet af århundredet opstod der ligeledes fabrikker, som seriefremstillede varer i sølv, og ligeledes mindre dele som hanke, fødder og låg, som de leverede til danske sølvsmede.
En anden måde at imødekomme den nye tid, var at gøre sølvsmedehåndværket mere synligt. Det skete blandt andet gennem en række udstillinger i 1800-tallets anden halvdel. Særligt vigtig var Den nordiske Industri-, Landbrugs-, og Kunstudstilling i 1888, hvor Carl Michelsen, direktør for Kgl. Hofjuveler A. Michelsen, var en af hovedmændene bag. Skønvirkestilen – den danske udgave af Art Nouveau og den engelske Arts and Crafts bevægelse – betød desuden et øget fokus på fremstillingsmåde og håndværk. I Danmark arbejdede adskillige kunstnere aktivt med kunsthåndværket, og der opstod flere meget frugtbare samarbejder mellem kunstnere og sølvsmede. Eksempler på dette er samarbejdet mellem Thorvald Bindesbøll og Holger Kyster, samt Johan Rohdes samarbejde med Georg Jensen.
Fra midten af 1900-tallet er dansk sølv præget af navne som Kay Bojesen, Sigvard Bernadotte og Henning Koppel. Sidstnævnte formgav i årene efter 1950 en række korpusarbejder, som nærmer sig fri kunst. Et eksempel er kanden ”Den gravide and”, som med sin snævre hals kræver en overordentligt dygtig smed at fremstille.
Fra omkring år 1900 får også udlandet øjnene op for dansk sølvsmedekunst, blandt andet som det vises på de årlige verdensudstillinger. Georg Jensen åbner butik i Paris og London efter 1. Verdenskrigs afslutning, og i 1923 åbner man også en butik i New York. I dag er antallet af sølvsmede i Danmark reduceret betragteligt, og virksomhederne A. Michelsen, Just Andersen og Georg Jensen overtaget af Den kongelige Porcelænsfabrik (i dag Royal Copenhagen). Nogle af de danske sølvsmede, som arbejder kreativt med håndværket i dag, findes i gruppen ”Danske Sølvsmede”, som har eksisteret siden 1976 og i dag har 19 medlemmer.